# 古内広雄
古内 広雄（ふるうち ひろお、1907年10月24日 - 1972年11月5日）は、日本の外交官、政治家。衆議院議員（2期）。位階は正三位。勲等は勲二等。正式には古内廣雄と表記する。

## 略歴
宮城県岩沼市生まれ。伊達忠宗の家老職を務めた古内家の末裔である。第二高等学校文科乙類から東京帝国大学法学部に進み、大学在学中に高等試験外交科合格。外務省に入省してからはドイツに赴任して経験を積み1941年に本省に戻る。終戦直後は進駐軍との終戦連絡の折衝にあたるも、いわゆる「Y項パージ」で一時期省外へ出され公正取引委員会事務局総務部長、公正取引委員会事務局長などを務めた。
1953年に外務省に戻るとレバノン、オーストリア、パキスタン、インドネシアの各国大使を歴任し、池田勇人首相の奨めもあって1964年に退官して自由民主党公認で1965年の参院選に宮城県選挙区から出馬するが、地元組織の分裂から次点に終わる。翌1966年の仙台市長選挙でも落選し、1967年の衆院選で宮城1区から出馬してようやく政界入り。2期務め1972年7月の第1次田中角栄内閣で防衛政務次官となるが、暮れに総選挙を控えた11月5日に死去。同月11日に岩沼市で市民葬が執り行われた。

## 栄典
- 正三位勲二等[3]